# Phyllostegia racemosa
 (mai 2018).
Espèce
Classification phylogénétique
Phyllostegia racemosa est une espèce de plantes à fleurs de la famille des Lamiaceae. C'est une plante herbacée qui vit uniquement à Hawaï. Elle est en danger[source insuffisante].